# Il piccolo Samson
Il piccolo Samson (Samson & Goliath), noto anche come Young Samson, è una serie televisiva animata statunitense del 1967, creata da Hanna-Barbera.
La serie è stata trasmessa per la prima volta negli Stati Uniti su NBC dal 9 settembre 1967 al 31 agosto 1968, per un totale di 20 episodi ripartiti su una stagione. In Italia è stata trasmessa su Ciao Ciao dal 13 gennaio 1980.

## Episodi
| n° | Titolo originale                | Titolo italiano                | Prima TV USA      | Prima TV Italia |
| -- | ------------------------------- | ------------------------------ | ----------------- | --------------- |
| 1  | The Curse of Monatabu           | La maledizione di Montalbù     | 9 settembre 1967  |                 |
| 2  | The Aurora Borealis Creature    | Il segreto dell'aurora boreale | 16 settembre 1967 |                 |
| 3  | The Great Colossus              | Il Colosso di Rodi             | 23 settembre 1967 |                 |
| 4  | Cold Wind from Venus            |                                | 30 settembre 1967 |                 |
| 5  | The SSX-19                      |                                | 7 ottobre 1967    |                 |
| 6  | Operation Peril                 |                                | 14 ottobre 1967   |                 |
| 7  | The Secret of Evil Island       | Il segreto dell'isola stregata | 21 ottobre 1967   |                 |
| 8  | The Monsteroids                 |                                | 28 ottobre 1967   |                 |
| 9  | The Idol Rama-Keesh             |                                | 4 novembre 1967   |                 |
| 10 | Salamandro                      | Il salamandro                  | 11 novembre 1967  |                 |
| 11 | Baron Von Skull                 |                                | 18 novembre 1967  |                 |
| 12 | Moon Rendezvous                 |                                | 25 novembre 1967  |                 |
| 13 | The Lost City of the Dragon Men |                                | 2 dicembre 1967   |                 |
| 14 | The Colossal Coral Creature     |                                | 9 dicembre 1967   |                 |
| 15 | Zuran's Creature                |                                | 16 dicembre 1967  |                 |
| 16 | The Dome                        |                                | 23 dicembre 1967  |                 |
| 17 | Nerod                           |                                | 30 dicembre 1967  |                 |
| 18 | The Terrible Dr. Desto          |                                | 6 gennaio 1968    |                 |
| 19 | From Out of the Deep            |                                | 13 gennaio 1968   |                 |
| 20 | Thing from the Black Mountains  |                                | 20 gennaio 1968   |                 |

## Personaggi e doppiatori
- Samson, voce originale di Tim Matheson, italiana di Luciano Roffi.
- Golia (in originale: Goliath), voce originale di Don Messick.